# Réfugiés de la guerre civile syrienne en France

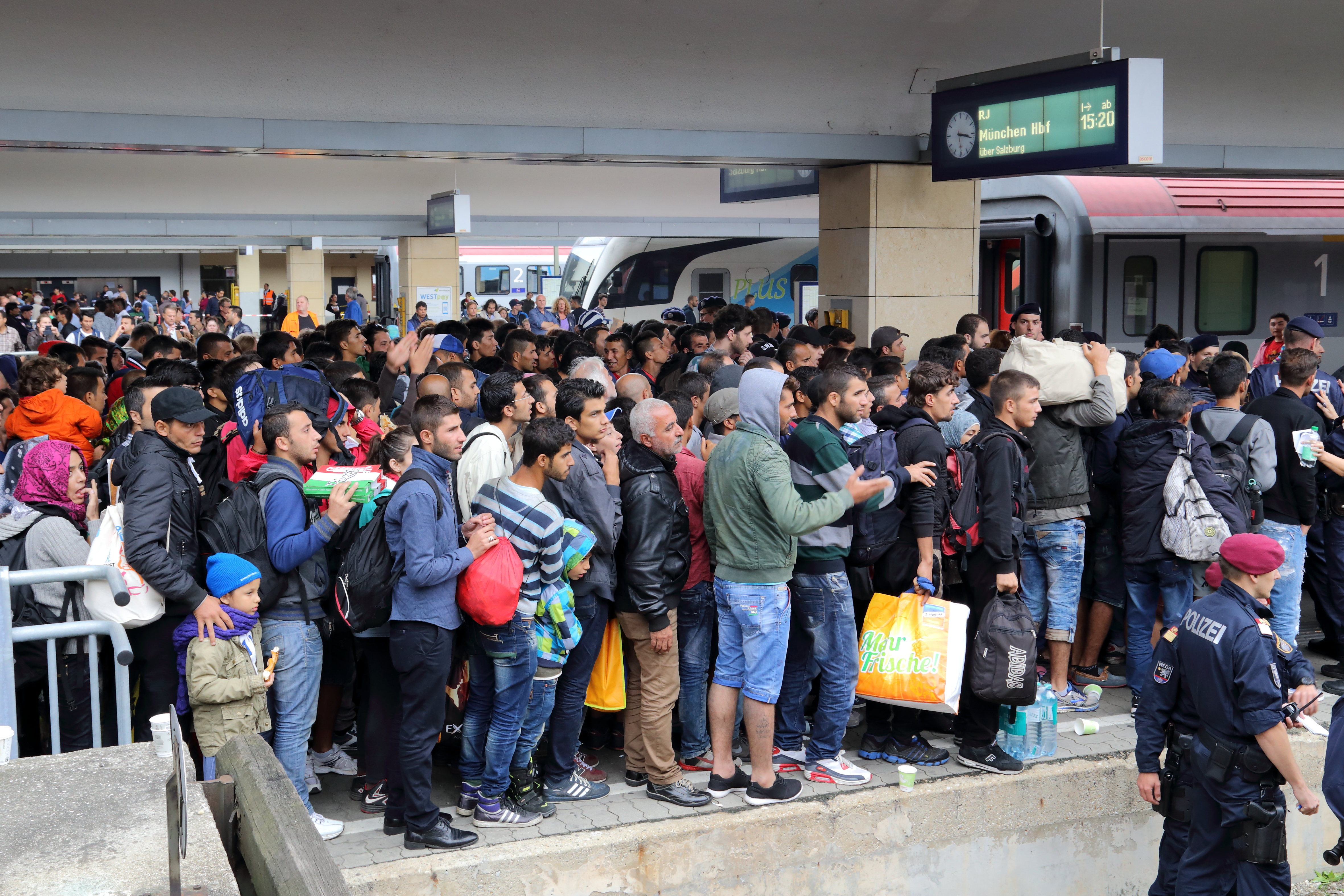
Gare de l'Ouest (Vienne), 5 septembre 2015, des migrants en chemin vers l'Allemagne.

Les réfugiés de la guerre civile syrienne en France ou réfugiés syriens en France sont des ressortissants syriens qui ont fui leur pays à la suite de l'escalade de la guerre civile. Pour échapper aux violences, environ 6,6 millions de Syriens ont fui le pays pour se rendre dans un pays voisin (Jordanie, Liban, Turquie, Irak ou Kurdistan irakien), des milliers d'autres fuyant à travers le monde, notamment en migrant en Europe, créant une inflexion de la politique d'Immigration en France.
La France apparaît en quatrième position du nombre de demandes d'asile entre avril et juin 2015, toute nationalité confondue, de l'étude réalisée par l'agence Eurostat.

## Contexte et historique
La guerre civile syrienne a provoqué l'exode de plusieurs millions de personnes.
Si la plupart sont restés dans des pays limitrophes, dès 2014, des réfugiés sont arrivés à Sarcelles, où vit une considérable communauté de chrétiens d'Orient. Toutefois, ils font face à une pénurie de logements.
Pour aider d'autres pays de l'Union européenne qui comme l'Allemagne ont été dépassés par l'afflux de plusieurs milliers ou centaines de milliers de réfugiés arrivés au cours de la crise des réfugiés en Europe, le 7 septembre 2015, le président François Hollande indique que la France est prête à accueillir 24 000 réfugiés sur deux ans.
La semaine suivante, dix fonctionnaires de l'OFPRA étaient en gare/foire expo de Munich, pour y préparer la venue de 1 000 réfugiés syriens et irakiens en France, dans le cadre d'un programme spécial visant à appliquer les règles qui préfigurent le futur dispositif européen. Le taux d'admission des syriens est de 97 %.
En France, certains communes ont souhaité participer à l'effort d’accueil des réfugiés. L’État a promis à ces communes un accompagnement financier.
Le 9 septembre 2015, la France accueille les 53 premiers réfugiés syriens et irakiens en provenance d'Allemagne.
La préfecture d'Ile-de-France annonce le jeudi 10 septembre que huit centres d'accueil seraient « ouvrables prochainement » et que 26 autres seraient « en cours d'expertise ».
Le 12 septembre, le gouvernement octroie 1 000 euros aux communes par place créée.
Le 13 septembre, alors que la ville de Munich est complètement débordée par l'afflux de réfugiés, son bourgmestre Dieter Reiter, indique que selon lui, « la France n'accueille pas assez de réfugiés » : « C'est un peu léger de proposer de ramener 1 000 personnes en France. La Grande Nation est plutôt une petite nation ».

## Choix de la France
La France n'est pas un choix évident, de nombreuses personnes préfèrent aller en Allemagne ou en Suède pour diverses raisons liées à la bureaucratie, l’accueil, à l'hébergement et à l'emploi :
- le traitement des dossiers est lent : neuf mois en moyenne;
- l'absence de droit de travailler pendant l'examen de leur dossier;
- seuls un tiers des demandeurs d'asile sont logés, politique développant les SDF et les squats[10].

Enfin, la diaspora syrienne est moins présente en France que dans d'autres pays européens.

## Accueil
En France, pour se voir reconnaître le statut de réfugié, un demandeur d'asile doit déposer un dossier auprès de l'OFPRA. À défaut de se voir reconnaître le statut de réfugié, le migrant peut se voir délivrer une autre forme de protection, la protection subsidiaire.
Dans l'attente que son dossier soit instruit, un demandeur d'asile peut bénéficier d'un hébergement pris en charge par l'État via l'Office français de l'immigration et de l'intégration. Au bout de quelques mois, il a le droit de travailler. 
Le 7 septembre 2015, le président François Hollande indique que la France est prête à accueillir 24 000 réfugiés sur deux ans.
La semaine suivante, dix fonctionnaires de l'OFPRA étaient en gare/foire expo de Munich, pour y préparer la venue de 1 000 réfugiés syriens et irakiens en France, dans le cadre d'un programme spécial visant à appliquer les règles qui préfigurent le futur dispositif européen. Le taux d'admission des syriens est de 97 %.
En France, certains communes ont souhaité participer à l'effort d’accueil des réfugiés. L’État a promis à ces communes un accompagnement financier.
Le 9 septembre 2015, la France a accueilli les 53 premiers réfugiés syriens et irakiens en provenance d'Allemagne.
Dans la nuit du 10 au 11 septembre, une soixantaine de réfugiés syriens d'Allemagne ont été installés à Paris par Emmaüs Solidarité en attendant que leur demande d'asile soit étudiée.
La France s'est également déclarée prête à accueillir 200 demandeurs d'asile en provenance de hotspot, pour le mois de novembre 2015.

### Position des communautés religieuses françaises
L’accueil des migrants reste un travail nécessitant de nombreuses ressources notamment médicales, et juridiques.
Les chrétiens se sont mobilisés dans un premier temps pour accueillir des chrétiens d'orient, mais aussi dans la volonté d’accueillir.
Le grand rabbin Haïm Korsia a mis en regard la situation de ces réfugiés avec celle des juifs persécutés pendant la Seconde Guerre mondiale au cours de laquelle 6 millions de juifs ont été assassinés. Il a ainsi souhaité un « sursaut civique et humain » en faveur de « ces réfugiés qui affluent depuis des mois dans des conditions insupportables vers les terres européennes, fuyant la guerre, la pauvreté, la souffrance indicible ».
Les mosquées de l’Essonne souhaitent aussi apporter leur contribution, des responsables de mosquées ou d’associations cultuelles se sont réunis en ce sens le mercredi 9 septembre 2015: « L’objectif est de trouver des idées, détaille Djamel Riazi. On pourrait par exemple profiter de l’Aïd pour demander aux fidèles de faire des dons qui reviendraient aux réfugiés syriens. Ou encore proposer aux maires de financer des nuitées dans des hébergements d’urgence. ».
Toutefois, les organisations musulmanes restent divisées dans leur organisation,.

### Organisation
L'organisation de l'accueil des réfugiés a été prévue en deux étapes.
La première étape consiste en un accueil immédiatement à l'arrivée en France, dans des centres d’accueil collectifs, proposés par des administrations, comités d’entreprise, villages vacances, ou centres hospitaliers. Ceci permet aux services des préfectures ainsi qu'à l’Office français de l'immigration et de l'intégration (OFII), d'enregistrer les personnes comme demandeur d’asile, statut qui donne droit à un premier titre provisoire de séjour dont la validité dure un mois. À l'issue de cette étape, le demandeur est informé de la décision prise par l'OFPRA : il peut se voir reconnaître réfugié, en application de la Convention de Genève au titre des risques de persécutions auxquels il est exposé dans son pays d’origine, se voir délivrer une protection subsidiaire, prévue par le droit de l’Union européenne en considération d’autres menaces graves contre sa vie et sa personne, mais il peut aussi voir sa demande d'asile être déboutée. Si un statut lui est accordé, il est protégé par l'OFPRA.
La seconde étape est une période longue de plusieurs années pour laquelle les communes ont été sollicitées afin d'offrir un accueil diffus et une intégration par l'apprentissage du Français, et la scolarisation des enfants. L'information relative à ces points a été communiquée aux maires par livret d'information des maires.

### Position des régions
Certaines régions essayent d'apporter leur pierre à l'accueil des réfugiés.
Par exemple, les présidents des deux régions Bourgogne et Franche-Comté (qui sont devenues Bourgogne-Franche-Comté en 2016) disent vouloir voter en octobre 2015 une aide de 1 000 euros supplémentaires à celle du gouvernement pour financer des logements pouvant accueillir des réfugiés.
La région Provence-Alpes-Côte d'Azur, a elle envisagé une somme de trois millions d'euros pour faire face à une éventuelle urgence.
L'assemblée de Corse, au 17 septembre 2015, s'est considéré incompétente sur ce sujet, mais vu les enjeux, et son histoire d'accueil, elle souhaite quand même étudier les possibles moyens d'actions.
L'Auvergne a envisagé d’accueillir 800 à 1000 Syriens.
Xavier Bertrand président du Conseil régional de Nord-Pas-de-Calais-Picardie demande le 11 janvier 2016 l'intervention de l'armée pour canaliser le camp de Calais.

### Position des communes
326 communes se sont proposées pour accueillir des réfugiés.
La plupart de ces villes comptent entre 10 000 et 50 000 habitants.
| Pour des raisons techniques, il est temporairement impossible d'afficher le graphique qui aurait dû être présenté ici. |
| Source : France Info.                                                                                                  |

### Position du Haut comité pour le logement des personnes défavorisées
D'après le Haut comité pour le logement des personnes défavorisées, la France disposerait de 77 310 logements sociaux vacants. Ces logements pourraient éventuellement être prêtés à des réfugiés.
Marie-Arlette Carlotti a fait publier un avis en ce sens dans une tribune du site leplus.nouvelobs.com, mais en France, plusieurs dizaines de milliers de personnes demandent l'asile, chaque année.

## Expulsions
À Toulouse, une société HLM souhaite expulser des Syriens squattant un bâtiment désaffecté destiné à la destruction,.
Un groupe d'une trentaine de personnes a été expulsé d'un parc de Saint-Ouen, mais la police a nié qu'elles puissent être Syriennes, contrairement à ce qu'elles revendiquent.

## Politique

### Politique intérieure nationale
Le gouvernement français, dans un premier temps opposé à la mesure des quotas, soutient par la suite le principe d'un mécanisme permanent et obligatoire pour répartir les réfugiés en Europe, en référence au système de quota des réfugiés proposé par la commission européenne.
Le président de la Commission européenne a proposé d'ajuster à 27 000 le nombre de réfugiés à accueillir en France, en se basant sur une clé de répartition (également connue sous le terme de méthode des quotas) qui consiste à répartir les 160 000 demandeurs d'asile de l'Union européenne.
En septembre 2015, le ministre de l'Intérieur propose une concertation avec les maires souhaitant accueillir des réfugiés.

#### Le niveau local
Lors d'une réunion avec le ministre, l'Association des maires des grandes villes de France (AMGVF)  a souhaité l'aide de l’État en échange de quoi elle serait prête à accueillir des réfugiés sans discrimination.
Certaines mairies sont hostiles à l'accueil des réfugiés.
C'est notamment le cas de mairies dirigées par le Front national: pour le Front National, «Aucune mairie Front National ou du Rassemblement Bleu Marine n'accueillera le moindre immigré clandestin. (...) le système UMPS cherche à tromper nos compatriotes en insinuant que les migrants seraient des réfugiés temporaires. Il n'en est rien.»

### Politique extérieure
La crise a conduit le gouvernent français à vouloir s'impliquer plus dans le conflit syrien de façon à tarir la source principale des  mouvements migratoires. C'est dans cette optique que François Hollande début septembre « a annoncé que la France allait mener des frappes aériennes en Syrie contre Daesh ».

### Débat sur l'accueil
En France, l'opinion concernant accueil des réfugiés montre un fort clivage politique. Entre 75 et 80 % des sympathisants de gauche et du centre se prononcent en faveur de l'accueil, tandis que 60 % des sympathisants de droite et 85 % des sympathisants d'extrême droite y sont opposés. Globalement, la population française reste très partagée, en 2015, sur l'accueil des migrants avec, selon les sondages, entre 37 et 49 % de personnes opposées et entre 37 et 53 % de personnes favorables,. En mai 2016, Amnesty International publie un sondage qui montre que 82 % des Français interrogés sont favorables à l'accueil en France des personnes fuyant les guerres.

#### Position du Front national
En France, le Front national considère, par la voix de sa présidente, Marine Le Pen, que les réfugiés sont ultra-minoritaires parmi les migrants.
Pour elle, il s'agit d'« une immigration économique, d'une immigration d'installation, qui est la conséquence du laxisme gigantesque de nos gouvernants successifs ».
Aucune mairie de Front-National ne s'est proposée pour accueillir des réfugiés. Toutefois, un centre d’accueil et d’orientation est implanté dans la ville du Luc (Var). L'hostilité manifestée à l'automne 2017 par les élus et la population à l'annonce du projet s'est estompée après l'ouverture du centre qui était à l'été 2018 bien accepté par la population et le maire.

#### Position du Parti socialiste
La porte-parole du Parti socialiste, Corinne Narassiguin, estime que la provenance actuelle de la majorité de ces réfugiés est connue : Syrie, Irak kurde, Érythrée.
99 mairies gérées par le parti socialiste se sont proposées pour accueillir des réfugiés.

#### Position du parti Les Républicains
Le maire Les Républicains de Roanne s'est prononcé en faveur d'un accueil en priorité des réfugiés chrétiens persécutés en Syrie. Il est soutenu par la président du parti, Nicolas Sarkozy, qui considère que les élus doivent pouvoir « continuer à s’exprimer librement ».
9 mairies gérées par le parti les républicains se sont proposées pour accueillir des réfugiés.

#### Position du gouvernement
Le premier ministre Manuel Valls a déclaré que la France « ne pourra pas accueillir tous ceux qui fuient les zones de conflit. »
Selon lui, « la France s'est d'ores et déjà engagée à en accueillir 30 000. Mais, disons-le clairement, nous ne pourrons accueillir tous ceux qui veulent fuir les zones de conflit ou qui sont actuellement dans des camps de réfugiés » ;
« l'Europe doit organiser un système de répartition, de relocalisation, équitable des réfugiés en fonction des capacités d'accueil de chaque pays » ; « Il y a aujourd'hui plus de cinq millions de Syriens en dehors de leur pays. »

#### Rassemblement de soutien

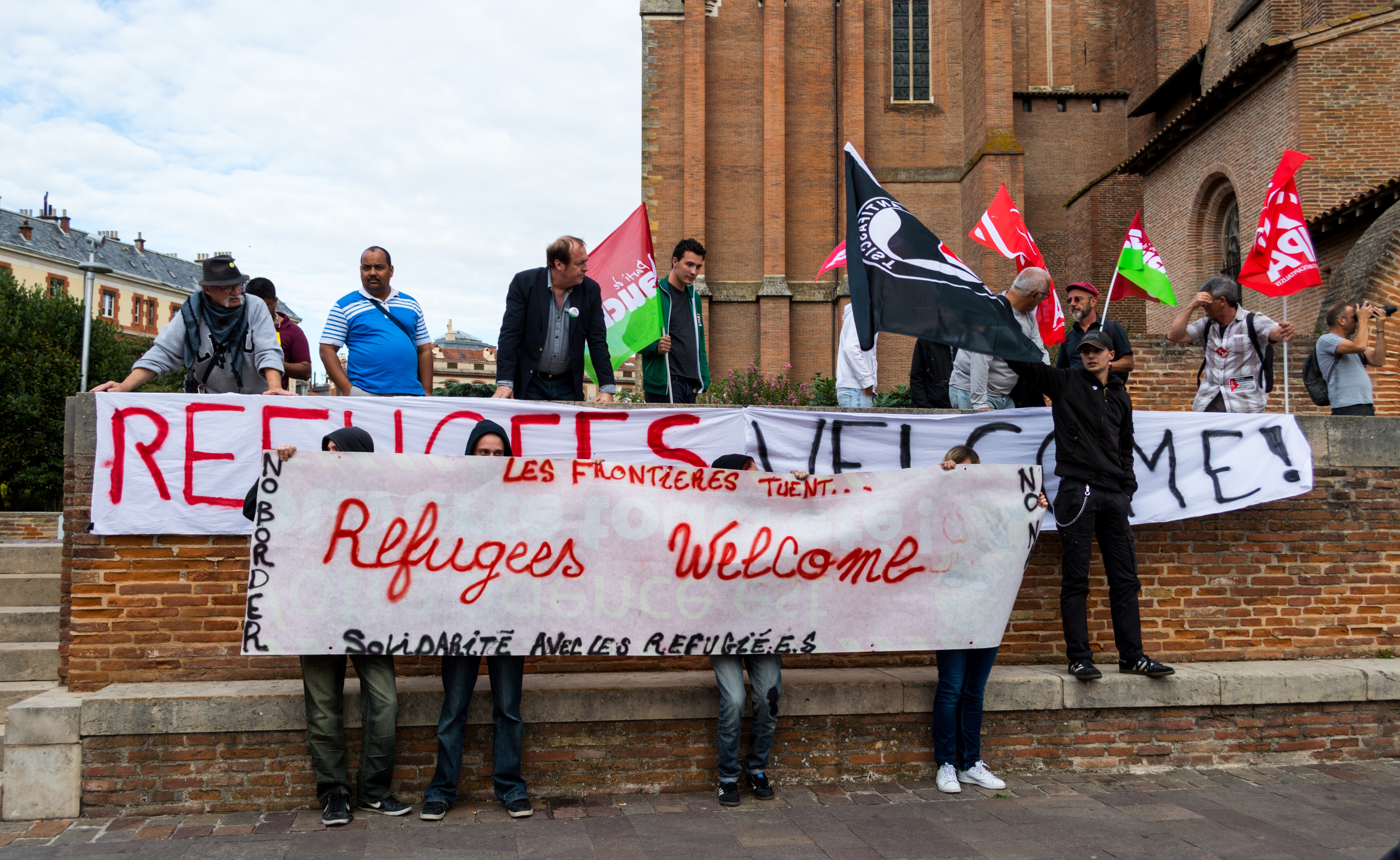
Rassemblement de soutien aux réfugiés à Toulouse (5 septembre 2015).

Un rassemblement de soutien a eu lieu le 20 septembre 2015, à Toulouse où vivent 135 syriens SDF, dont 50 enfants, à l'initiative du DAL avec le slogan « Nous sommes tous des réfugiés. Surtout à Toulouse. » Le rassemblement a réuni 150 personnes.

## Aides financières
En septembre 2015, Le Figaro détaille l'intégralité des aides dont peuvent bénéficier les migrants, notamment syriens, selon leur statut (réfugiés ou demandeurs d'asile). Entre le jour de la demande d'asile et la réponse (positive ou négative) de l'OFPRA, le migrant ne peut pas prétendre aux aides et droits sociaux dont les Français et les étrangers en situation régulière peuvent bénéficier. En revanche, il peut toucher des aides spécifiques pour survivre.
- Le demandeur d'asile peut bénéficier de l'allocation temporaire d'attente (ATA) s'élevant à 343,50 euros par mois. L'ATA est versée le temps de la procédure de la demande d'asile, et peut être maintenue en cas de réexamen de la demande. Elle est également ouverte aux bénéficiaires des protections temporaires ou subsidiaires. Dès lors que le migrant demandeur d'asile se voit proposer un hébergement en Centre d'accueil de demandeurs d'asile (Cada), il peut toucher, à la place de l'ATA, l'allocation mensuelle de subsistance (AMS), qui atteint 91 euros par mois. Tout demandeur d'asile en cours de procédure a également accès au régime général d'assurance maladie, ou couverture de base, qui est considéré comme un droit fondamental. Les demandeurs d'asile ne touchent pas d'allocations logement ni de RSA.
- Concernant le réfugié, ce statut lui ouvre le droit à la délivrance d'une carte de résident renouvelable tous les 10 ans, facilite son accès à la nationalité française et lui permet d'accéder aux mêmes droits sociaux (RSA, prestations familiales, CMU, APL, etc.) que les nationaux. Enfin, un migrant en situation régulière peut bénéficier de l'ASPA (allocation de solidarité aux personnes âgées dit "minimum vieillesse") qui permet aux personnes âgées les plus démunies de percevoir un minimum sans obligation d'avoir travaillé ou cotisé en France[46].

Enfin, les deux statuts peuvent bénéficier d'aides financières ciblées au niveau local : gratuité des transports en commun, de la cantine pour les enfants, inscription à une épicerie sociale...

## Conduite de la relocalisation
Le plan de relocalisation de 160 000 réfugiés arrivés en Italie ou en Grèce, a été décidé en septembre 2015 par les pays de l’Union européenne; il a pour objectif d'être accompli avant septembre 2017.
L'objectif de la France est de relocaliser 19 714 personnes arrivées en Italie ou en Grèce.
| Pour des raisons techniques, il est temporairement impossible d'afficher le graphique qui aurait dû être présenté ici. |
| Sources : - Source secondaire: Le Monde - Source primaire: Commission européenne.                                      |

Le 28 septembre 2016, le ministère de l’intérieur a ouvert un appel d’offres pour créer 5 531 places d’hébergements réparties. Il s'agit d'un PRogramme d'Accueil et d’Hébergement des Demandeurs d’Asile (Prahda) dont le but est de pallier  « un besoin urgent de places d’hébergement ».
Ce marché vise à la « préparation du transfert des personnes sous procédure Dublin » et au « suivi des personnes assignées à résidence dans ce cadre ». Dans le cadre de ce programme « les personnes placées sous procédure Dublin pourront être maintenues dans le lieu d’hébergement le temps nécessaire à la mise en œuvre effective de leur transfert vers l’État responsable de l’examen de leur demande d’asile ».

## Droits de l'homme
La France est dénoncée par le commissaire aux droits de l'Homme du Conseil de l'Europe pour ses très faibles engagements en matière d'accueil des Syriens, et ses délais de procédure, en contradiction avec ses déclarations générales d'intention.
Malgré le « choc émotionnel » causé par la diffusion de la photographie du cadavre d'un enfant sur une plage, une majorité de Français se déclare le surlendemain défavorable à un assouplissement des règles d'octroi du statut de réfugié en faveur des Syriens pour cause de guerre.

## Réfugiés notables
- Omar Youssef Souleimane, poète et écrivain
- Samar Yazbek, écrivaine et journaliste
- Souheïr Atassi, avocate et femme politique
- Massoud Hamid, journaliste
- Jalal Altawil, acteur

### Réfugiés notables décédés en France
- May Skaf, comédienne
- Fadwa Souleimane, actrice et poète